# Триумфална арка
Вижте пояснителната страница за други значения на Триумфална арка.
Триумфалната арка е монумент под формата на свод, под който преминава парадът на победата.

## Архитектура
Римската класическа триумфална арка е богато украсена самостоятелна конструкция, обикновено заемаща централно място в градската архитектура на римските градове. В най-опростения си вид една триумфална арка се състои от два масивни кея, свързани с арка, увенчана с плоска надстройка и таван, на който се монтират статуи. На арката се изобразяват в барелеф сцени, фигури или възпоменателни надписи за увековечаване на военната победа.
В по-усложнения си вариант триумфалните арки са художествено решени (украсени) с редица допълнителни архитектурни елементи.

## Триумфални арки
В света са изградени редица триумфални арки, сред които най-известните са:
- арката на Тит в Рим
- арката в Париж
- Бранденбургската врата в Берлин

## Галерия
- Триумфалната арка в Париж изградена в чест на военните победи на Наполеон Бонапарт
- Константиновата триумфална арка в Рим, ознаменуваща победата му над Максенций, завършила с Миланския едикт и налагане на християнството за официална религия на Римската империя